# Новородионовка
Новородио́новка (чув. Ҫӗнӗ Сала) — деревня в Козловском районе Чувашской Республики России. Входит в состав Козловского городского поселения.

## География
Деревня расположена на правом берегу реки Волги в 67 км от Чебоксар по дороге М-7 в сторону Казани.
Расстояние до ближайших населенных пунктов:

д. Пиндиково ~ 3,2 км

г. Козловка ~ 5 км

д. Солдыбаево ~ 4,8 км

д. Токташево ~ 5,6 км

д. Карцев-Починок ~ 5,9 км

д. Дятлино ~ 6 км

г. Чебоксары ~ 67 км

### Административно-территориальное положение
В 1917 году в составе Богородской волости Чебоксарского уезда, с 1 октября 1927 года в составе Козловского сельсовета Козловского района, с 26 октября 1938 года в составе Беловолжского сельсовета того же района, не позднее 1948 года — в составе Козловского поссовета, с 14 июня 1954 года — в Беловолжском сельсовете, с 8 августа 1959 года — в Дятлинском сельсовете, с 20 декабря 1962 года — в  составе Дятлинского сельсовета Урмарского района, вновь в составе Козловского района с 14 марта 1965 года, с 24 июня 1965 — в Козловском поссовете, с 20 ноября 1967 года — в Козловском горсовете.

## Население
| 2010 | 2012 |
| ---- | ---- |
| 5    | ↗10  |

В 1781—1782 гг. согласно «Ведомости о наместничестве Казанском» в починке Новый Родионов (Новородионово) Чебоксарского уезда числилось 90 душ помещичьих крестьян.
В 1859 году во владельческой деревне Новородионова Чебоксарского уезда числилось 23 двора (80 жителей мужского пола и 90 — женского).
В 1897 году согласно переписи населения Российской империи в деревне - 221 житель.
К 1907 году в деревне Ново-Родионова (Деревня Новая) Богородской волости насчитывалось 264 души «обоего пола».
По данным Всероссийской переписи населения 2002 года в деревне проживало 11 человек, преобладающая национальность — русские (100%).

## Религия
Деревни Новая (Новородионовка), Козловка, Карцев Починок, Комаровка, Верхний Курган, Нижний Курган и Слободка, село Беловолжское составляли один церковный приход — Богородский, жители были прихожанами Борогородицкой церкви (церкви Пресвятой Богородицы Казанской) в селе Беловолжском. Церковь каменная, была построена в 1698 году на средства помещика В. Е. Есипова, трёхпрестольная, главный престол во имя Божией Матери Казанской, приделы: во имя Святого Николая Чудотворца и во имя Преподобного Макария Желтоводского. Закрыта в 1940 году. Не сохранилась. Новый храм в честь Казанской иконы Божией Матери (в г. Козловка) построен в 2004—2008 годах на месте разрушенной церкви.

## Туризм
В непосредственной близости от деревни находится смотровая площадка, называемая местными жителями «Птичий полёт». Это место является одной из самых высоких точек над уровнем моря на территории Чувашии (более 190 м). Здесь открывается просторный вид на Волгу, устье реки Аниш, образующих сразу несколько островов, заливные луга и, так называемый, Казанский затон. Отсюда видны леса республики Марий Эл. Место пользуется популярностью.

## Фотогалерея

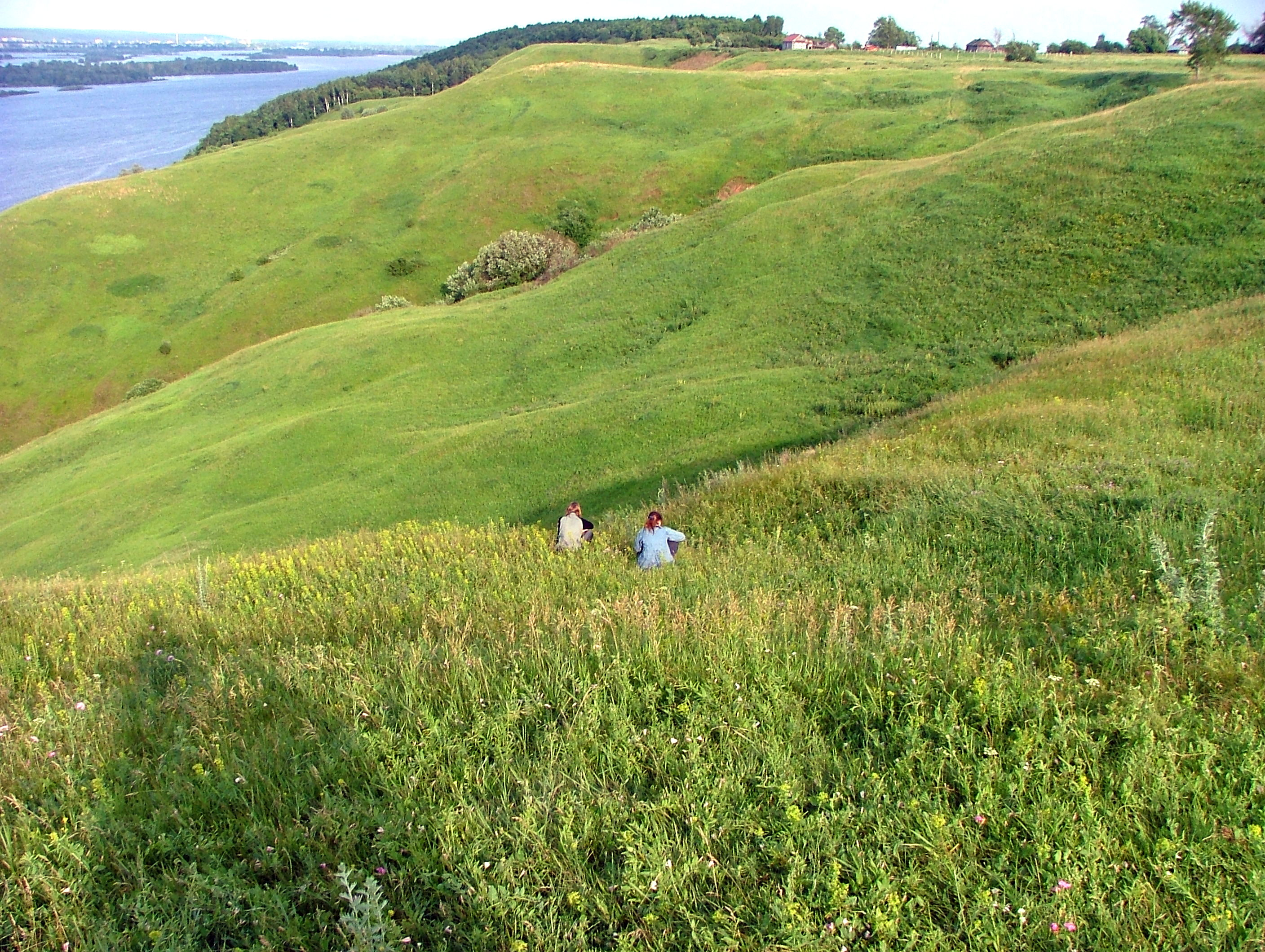
Справа на холме д. Новородионовка. Июль 2004
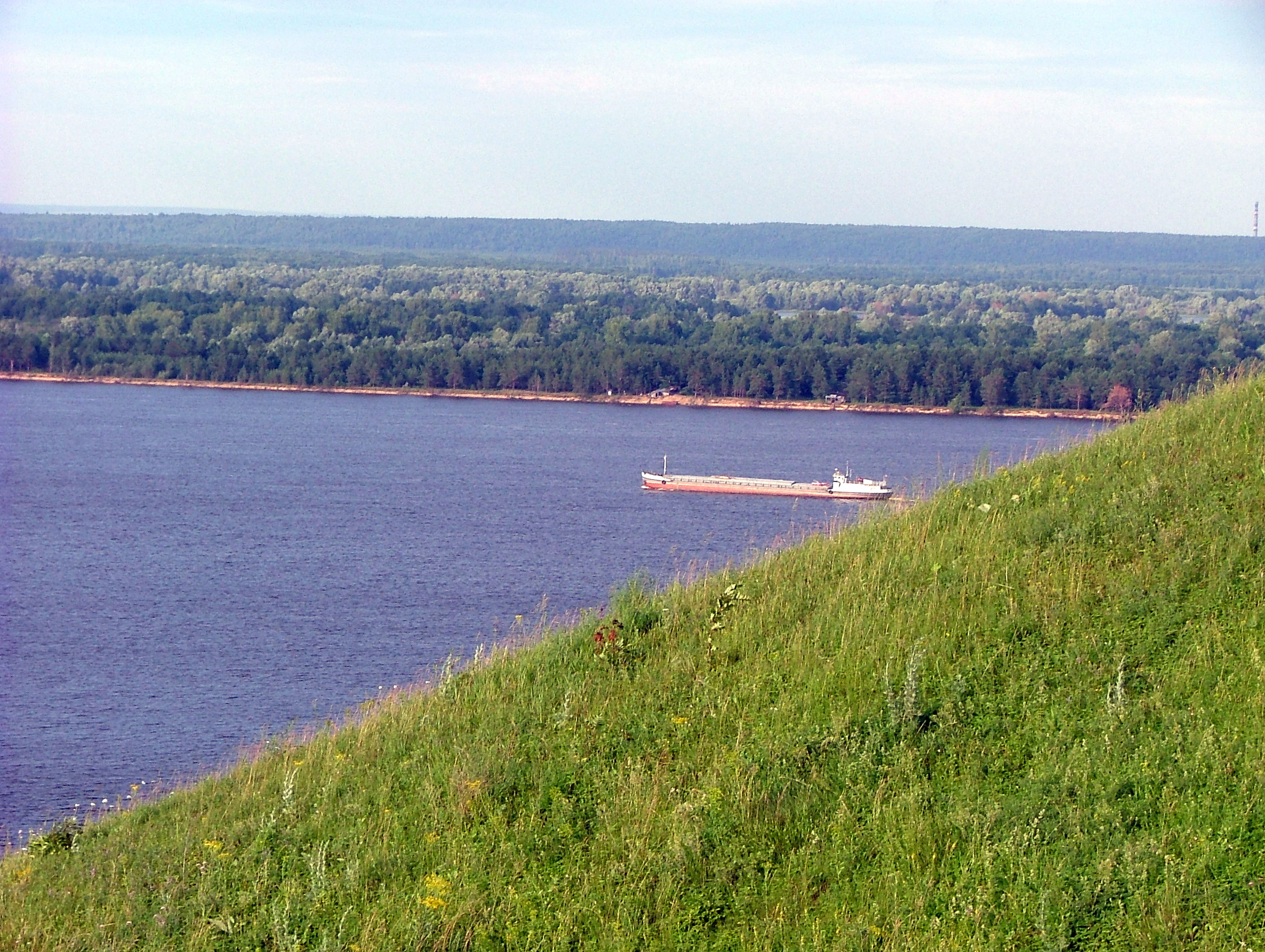
Баржа вверх по Волге. Июль 2004
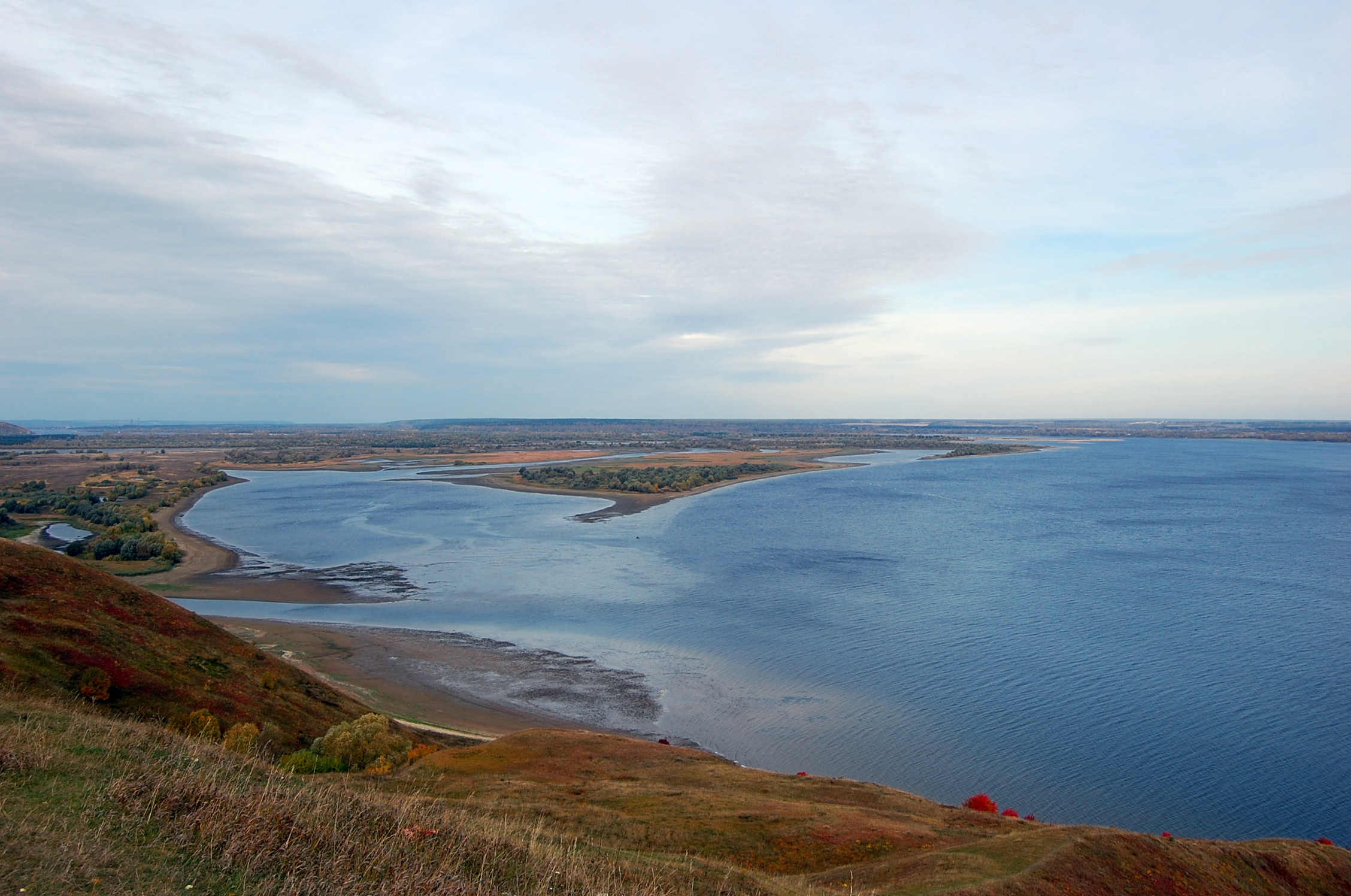
Вид на луга и леса республики Марий Эл. Октябрь 2009
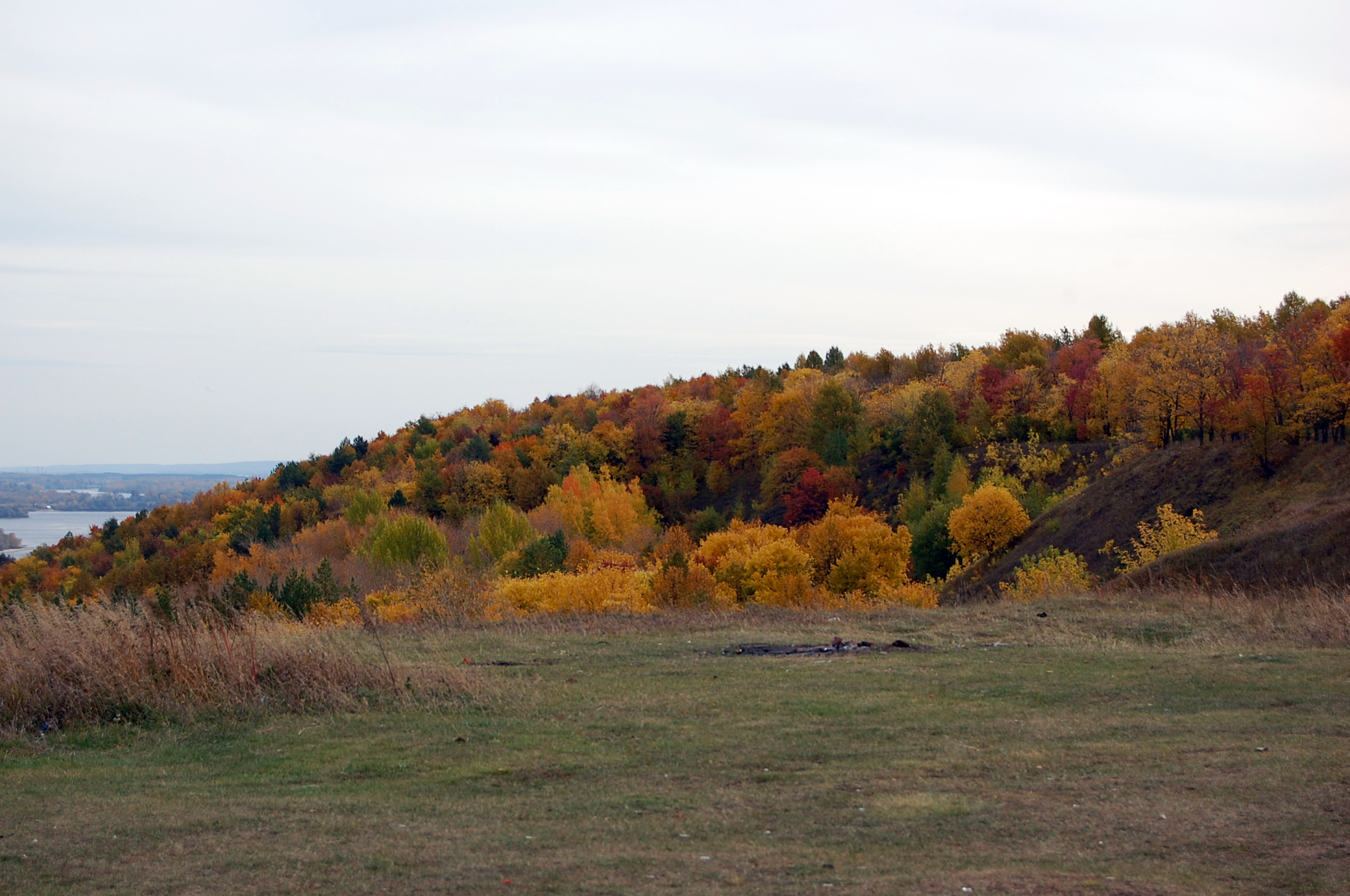
За склоном в нескольких километрах г. Козловка. Октябрь 2009
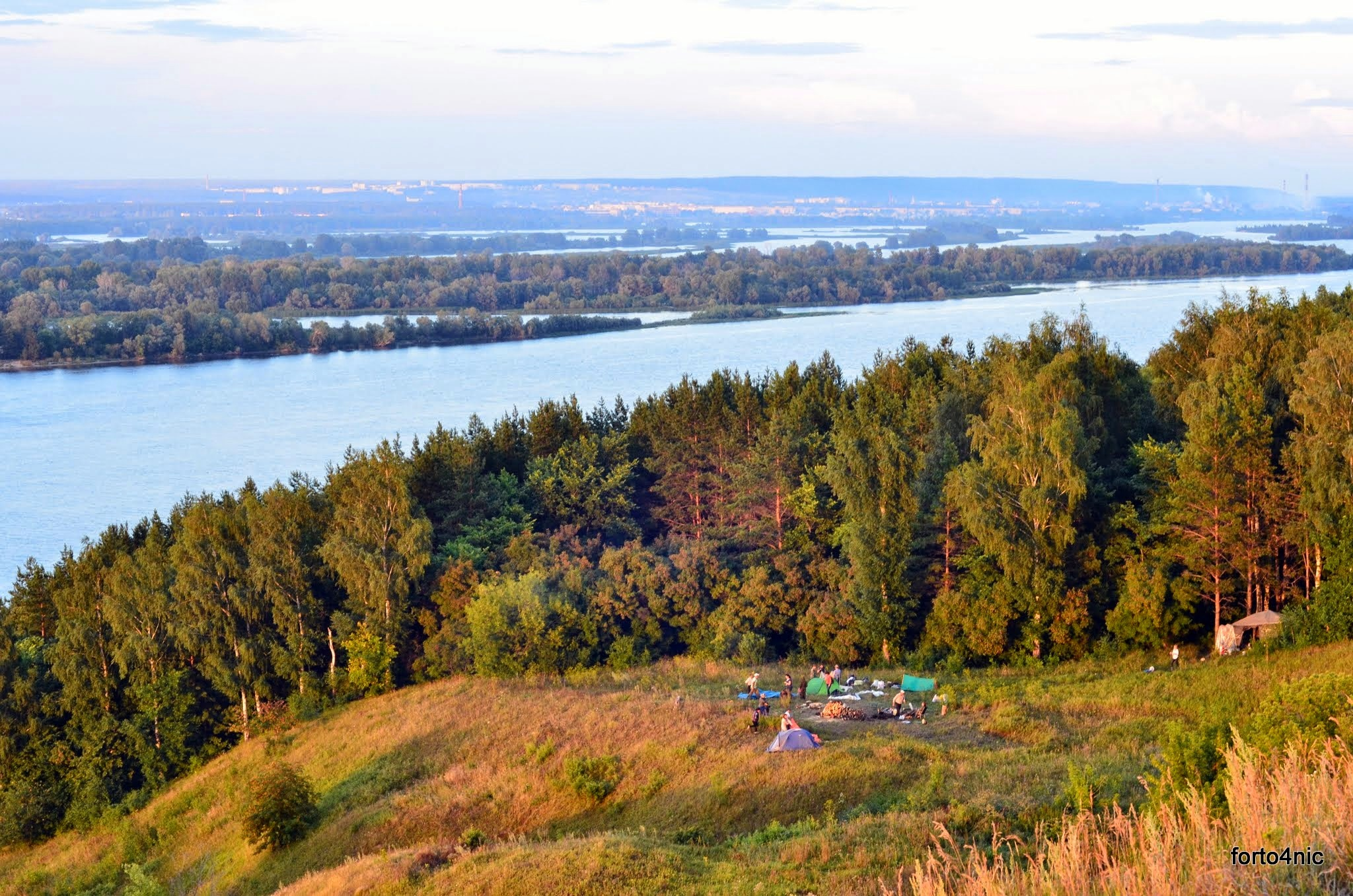
Туристы на пикнике. Июль 2013